# Olga Zuiderhoek

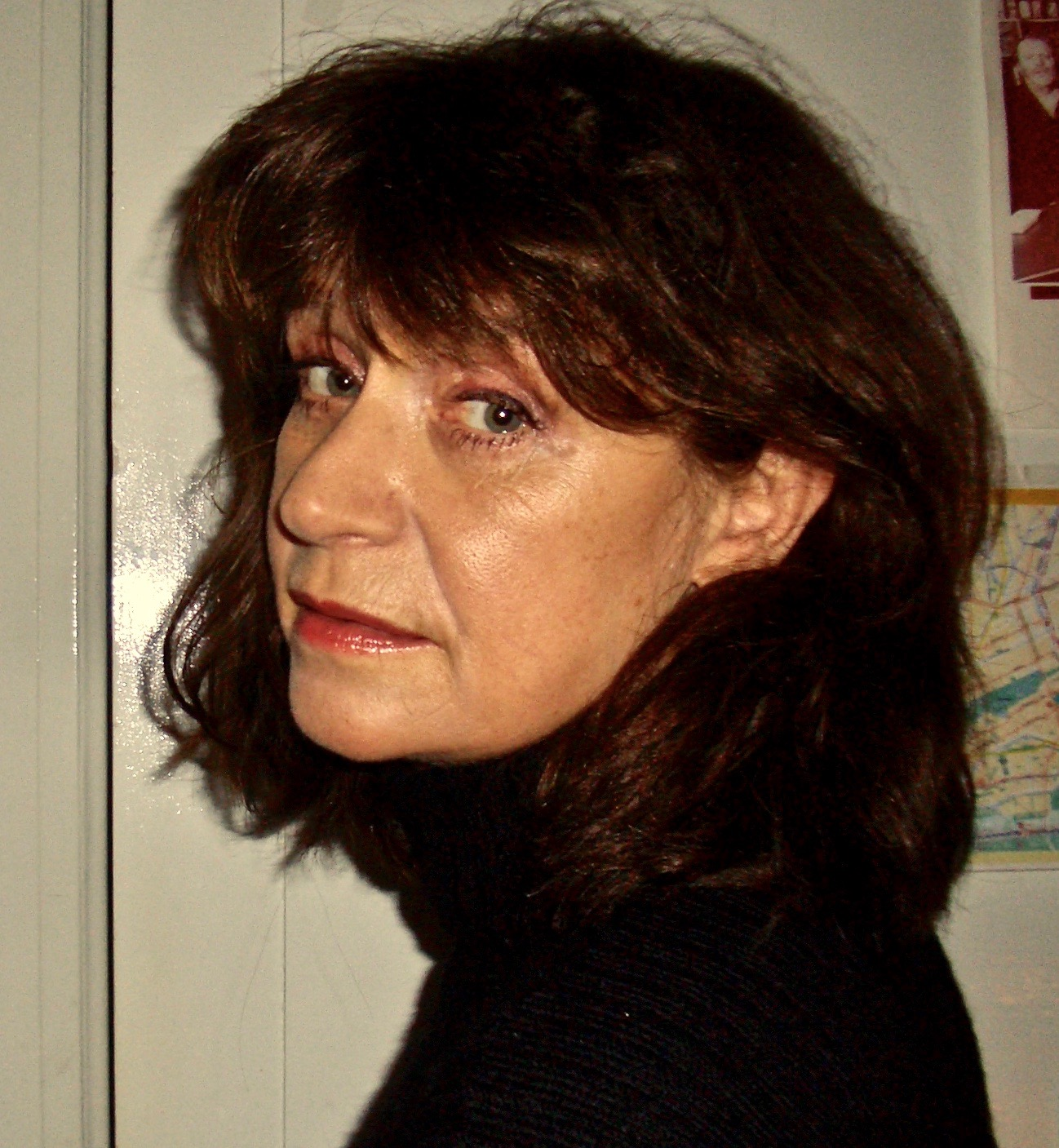
Olga Zuiderhoek, 2014

Olga Zuiderhoek (* 16. September 1946 in Assen) ist eine niederländische Schauspielerin. Sie studierte ab 1970 an der Amsterdamer Theaterschule. Sie spielte anschließend in experimentellen Theatergruppen, wirkte in Filmen und trat auch im Fernsehen als Schauspielerin auf.

## Theater

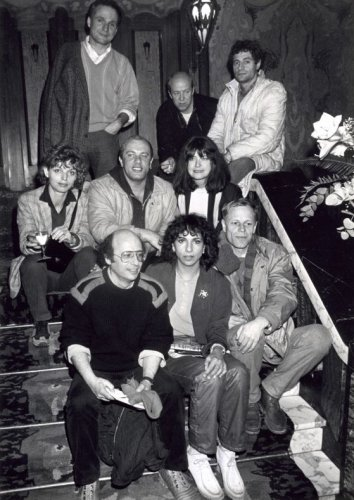
Zuiderhoek (mittlere Reihe rechts) beim Het Werkteater 1982

Von 1974 bis 1982 war sie Mitglied der Amsterdamer Theatergruppe Het Werkteater, die von 1970 bis 1987 bestand und auch Filme produzierte. Danach war sie Ensemblemitglied des absurden Musiktheaters Orkater und wirkte in den Produktionen Parking (1987) und Een goed hoofd (1991) mit. Bei der Theatergesellschaft De Mexicaanse Hond trat sie in dem Stück Kaatje is verdronken (1993) auf. In ihrer späteren Theaterkarriere arbeitete sie unter anderem mit den Schriftstellern Kees van Kooten, Adriaan van Dis, Jan Donkers, Paul Haenen und Frank Houtappels, die sogar Stücke nur für sie schrieben. Im Amsterdamer Theater Bellevue trat Zuiderhoek viele Jahre zusammen mit Kees Prins in der Weihnachtsvorstellung Vrede op aard auf. Im Musical Soldaat van Oranje (Oktober 2010 bis März 2023) verkörperte sie in den Jahren 2014 und 2015 Königin Wilhelmina.

## Preise und Nominierungen
- In 1986 wurde sie für ihre Rolle in dem Film Abel von Alex van Warmerdam für ein Goldenes Kalb nominiert.
- 1986 gewann sie den Theaterpreis Het Gouden Hart van Rotterdam für ihre Rolle der Roberta in der Theaterproduktion Danny en Roberta.
- 1995 wurde sie für ihre Rolle der Tine Tak in de Fernsehserie De eenzame oorlog van Koos Tak von Regisseur Theo van Gogh.
- 2007 gewann das Bühnenstück Wer hat Angst vor Virginia Woolf? unter der Regie von Gerardjan Rijnders, in dem Zuiderhoek mitwirkte, den Toneel Publieksprijs.
- 2012 gewann Zuiderhoek für ihre Darstellung in dem Film Süskind ein Goldenes Kalb in der Kategorie „Beste weibliche Nebenrolle“.
- 2014 erhielt sie den De tv-beelden in der Kategorie „Beste Nebenrolle (m/w)“ für ihre Rolle in der 3. Staffel von Penoza.[1]
- 2020 erhielt Olga Zuiderhoek den „Career Achievement Award“, der im Rahmen des Filmfestivals Film by the Sea verliehen wurde.

## Privatleben
Zuiderhoek wohnt in Amsterdam und war 28 Jahre bis zu seinem Tod 2010 mit dem Jazzmusiker Willem Breuker liiert.

## Filmografie
- Türkische Früchte (1973)
- Naakt over de schutting (1973)
- Camping (1978)
- Opname (1979)
- No Fun (1980)
- Hoge hakken, echte liefde (1981)
- Rigor mortis (1981)
- De smaak van water (1982)
- Een zwoele zomeravond (1982)
- En/Of (1985)
- Abel (1986)
- Van geluk gesproken (1987)
- Theo en Thea en de ontmaskering van het tenenkaasimperium (1989)
- Tropenjaren (1989)
- Een vreemde liefde (1990)
- Noorderlingen (De noorderlingen) (1992)
- De Johnsons (1992)
- Filmpje! (1995)
- Das geheimnisvolle Kleid (De jurk) (1996)
- Die geheimnisvolle Minusch (Minoes) (2001)
- Ja zuster, nee zuster (2002)
- HannaHannah (2007)
- Tiramisu (2008)
- Sterke verhalen (2010)
- Razend (2011)
- Süskind (2011)
- After the Tone (2013)
- Penoza: The Final Chapter (2019)
- April, May en June (2019)

## Fernsehserien
- Open & Bloot (1974)
- Mensen zoals jij en ik (Leute wie du und ich) (1983) Juffrouw Hansen
- In voor- en tegenspoed (1991–1998)
- We zijn weer thuis (1990–1994)
- In de Vlaamse pot (Folge: Ruzie om niks)
- Seth & Fiona (1994)
- De eenzame oorlog van Koos Tak (1995)
- Baantjer, Folge "De Cock en de moord op de baron" (2000) – Toos Barendrecht
- Au (1997)
- Loenatik (1998)
- Otje (1998)
- Meiden van De Wit, Folgen: Supershake, Floor und De terugkeer (2003)
- Keyzer & De Boer Advocaten (2005)
- Evelien (2006)
- Levenslied (2011)
- Penoza (2010–2017) – Fiep de Rue-Homoet
- De man met de hamer (2013)
- Heer & Meester (2014)
- Trollie (2015) – Mimi
- De 12 van Oldenheim (2017) – Vera Boshuizen
- Het geheime dagboek van Hendrik Groen (2017) – Eefje Brand
- In Freudesnaam (2022) – Vertrauenslehrerin

## Dokumentarfilm und Buchveröffentlichung
2012, zwei Jahre nach dem Verscheiden ihres Ehemanns Willem Breuker, wurde  die Dokumentation Het Nieuwe Huis van Olga Zuiderhoek produziert. 2014 schrieb sie zusammen mit der Journalistin Ingrid Harms (1947–2021) das Kochbuch Ongezouten Zuiderhoek (Ungesalzen Zuiderhoek) über das Kochen  ohne Salz. Zuiderhoek hat hier einschlägige Erfahrungen, da Breuker eine salzarme Diät verordnet wurde.